# 本草经集注
《本草經集注》是南北朝道士陶弘景在有系统整理《神农本草经》并总结之前药学经验基础上编写的一部医书。本書结合《神农本草经》和《名医别录》两书并注释而成。
《本草經集注》在《神农本草经》365种药物的基础上增加至730种药物，并且首创按照药物性质分类的方法，为以后的本草书籍所继承。